# ヴァル・フィッチ
ヴァル・ログスドン・フィッチ（Val Logsdon Fitch、1923年3月10日 - 2015年2月5日）はアメリカ合衆国の物理学者。1980年に、ジェイムズ・クローニンと共にノーベル物理学賞を受賞した。
ネブラスカ州に生まれた。第二次世界大戦中は陸軍に召集され、ロスアラモスのマンハッタン計画に派遣されて、物理学者たちのもとで働いた。戦後マギル大学で電気技術を学び、1954年、コロンビア大学で物理の学位を得た。その後、プリンストン大学に移った。1964年、ブルックヘブン国立研究所でクローニンとK中間子のπ中間子への崩壊のなかに、CP対称性を保存しない崩壊のあることを観測した。この発見により、クローニンと1980年ノーベル物理学賞を受賞した。

## 受賞歴
- 1968年 - アーネスト・ローレンス賞
- 1980年 - ノーベル物理学賞
- 1993年 - アメリカ国家科学賞